# Château de Cordiron
Le château de Cordiron est un ancien château situé sur la commune de Burgille dans le département français du Doubs.

## Localisation
Le château est situé au centre de l'ancienne localité de Cordiron (La fusion en 1972 des villages de Burgille, Chazoy et Cordiron le positionne désormais sur la localité administrative de Burgille) sur la D 149.

## Histoire
Le château, ou forteresse, de Cordiron apparaît déjà en 1237 sur le legs que fait Étienne II d'Auxonne à son fils illégitime Étienne d'Oiselay. 
En 1366, le château est la propriété d'une  branche de la maison d'Oiselay qui prend à cette époque le titre de Seigneurs de Cordiron. Cette branche de la famille d'Oiselay s'éteint en 1378, la seigneurie passe ensuite à différentes familles comme les d'Andelot, les Ferrière et les Balay. La puissante famille de Gorrevod (cf. Laurent) devient progressivement maîtresse de l'ensemble du domaine et seigneurie de Cordiron vers la fin du XVIe siècle, qui est intégré au marquisat de Marnay au début du XVIIe siècle.
En 1584, on pouvait encore voir un corps de logis avec une grange et une muraille allant le long de la tour avec un pont-levis et un pont gisant. Le seigneur de Cordiron est alors François de Gorrevod, baron de Salins.
Au XVIIIe siècle, la tour est utilisée comme prison alors que la famille de Bauffremont (issue des Gorrevod) possède la seigneurie de Cordiron.
Au XIXe siècle, le château devient une exploitation agricole et subit de nombreux dommages par manque d'entretien.
La tour carrée, l'ancienne porte fortifiée et l'escalier à vis ont été inscrits au titre des monuments historiques le 16 mai 1979, remplacé par un arrêté d'inscription du 7 décembre 2015 qui inclut la plateforme, le fossé et les vestiges du mur d'enceinte. À partir de 2001, le château fait l'objet d'importants travaux de restauration, la tour dite carrée, ancien donjon, est notamment restaurée en 2009, sa toiture refaite, des vitraux et des portes sont posés.

## Restauration
Depuis le début du XXIe siècle, le château a changé de propriétaire et fait l'objet de diverses campagnes de restauration. Ces travaux de restauration visent à sauver l'édifice de la ruine, et à lui restituer son état d'origine. C'est en effet l'un des derniers châteaux de Franche-Comté qui possède un  donjon encore debout et d'une grande valeur historique pour la région. La toiture du donjon est remontée à l'identique en mars 2009, et la façade sud fait l'objet de travaux de maçonnerie visant à la consolider, son état menaçait la ruine. Le logis datant du XVIe siècle est remonté sur deux niveaux, on y accède par un escalier à vis du XVIe siècle. Les traces du pont-levis médiéval sont encore visibles dans le mur d'enceinte qui joint le donjon du XIIIe siècle et le corps de logis Renaissance.
Différentes campagnes de travaux de restauration ont eu lieu : successivement restauration de l'appentis s'appuyant contre la façade sud du donjon,  restitution du plafond à la française en chêne du second étage, pose de fenêtres,  vitraux,  portes en chêne. Au printemps 2018,  les deux cheminées de style gothique tardif du donjon ont été restaurées grâce à une opération de mécénat. Une partie des murs extérieurs a également été restaurée.